# Andrei Kobyakov
Andrej Uładzimieravič Kabjakow (tiếng Belarus: Андрэй Уладзімeравіч Кабякоў; tiếng Nga: Андрей Владимирович Кобяков; sinh ngày 21 tháng 11 năm 1960) là chính trị gia Belarus. Ông được Tổng thống Alexander Lukashenko bổ nhiệm làm Thủ tướng Belarus vào ngày 27 tháng 12 năm 2014.